# Leszek Giec
Leszek Adam Giec (ur. 18 maja 1928 w Sanoku, zm. 30 października 2007 w Katowicach) – polski kardiolog, pedagog, autor licznych prac naukowych, profesor. Uznawany za ojca śląskiej kardiologii.

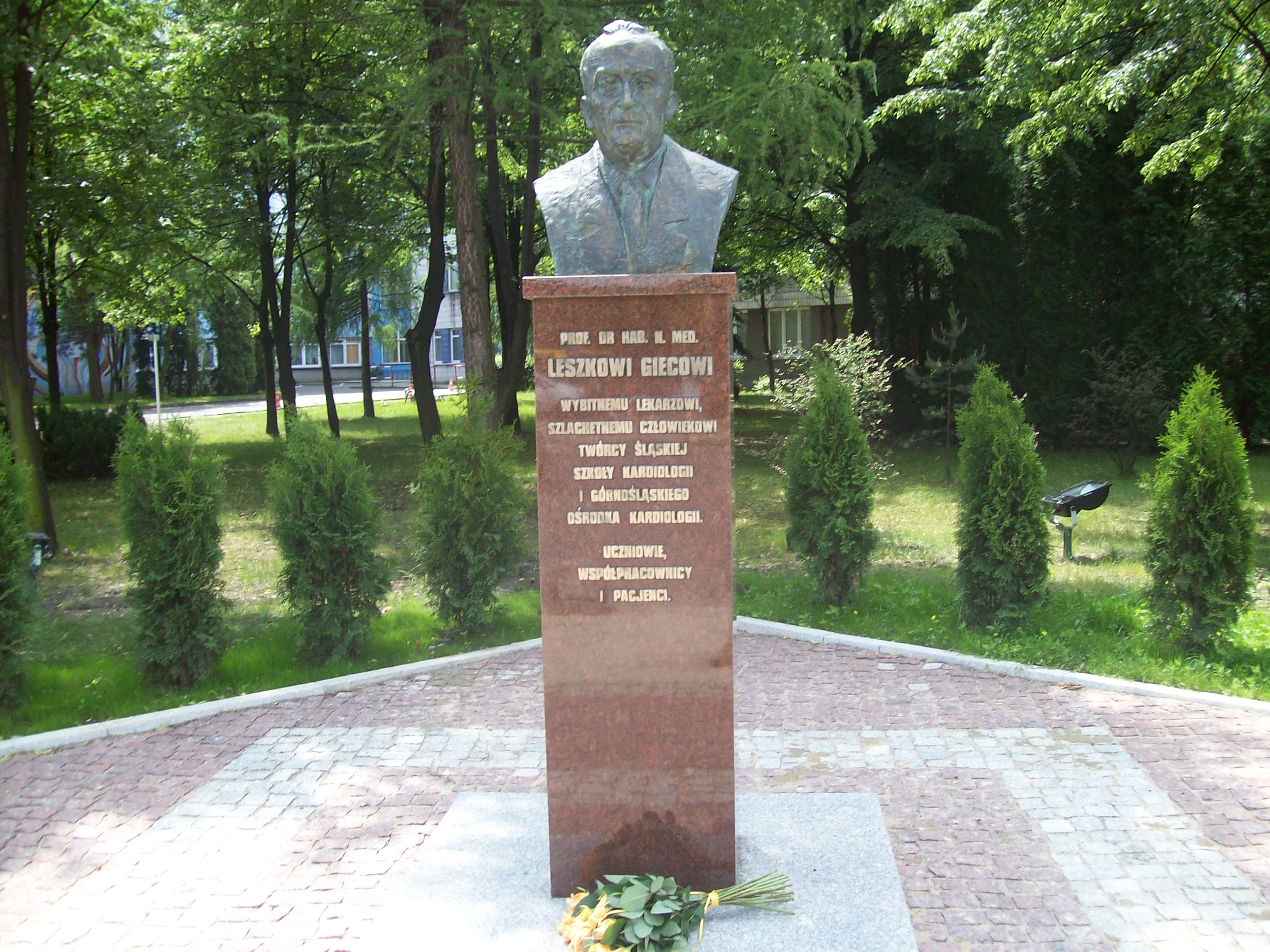
Pomnik Leszka Gieca w Katowicach przed szpitalem w Ochojcu

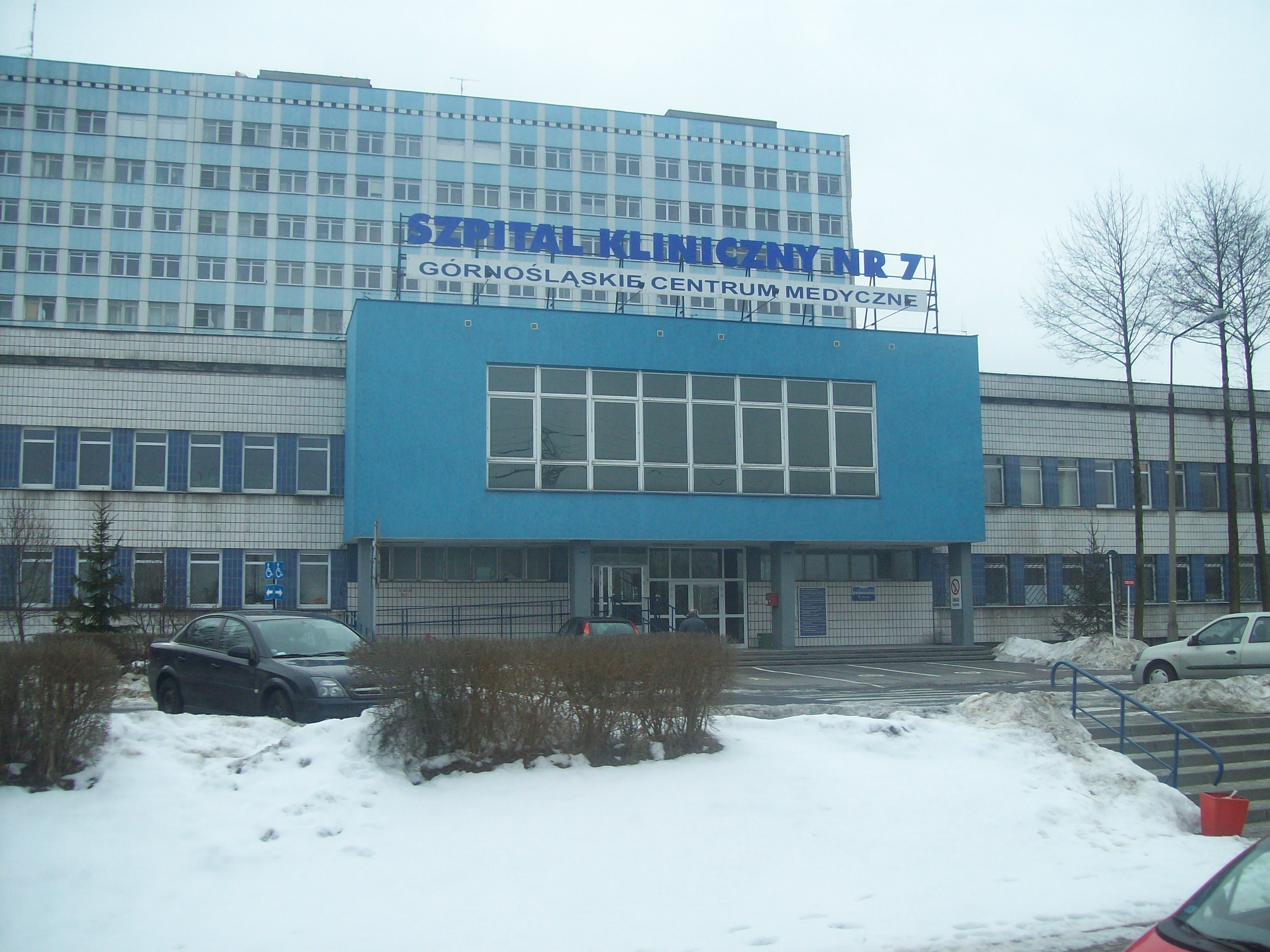
Szpital Śląskiej Akademii Medycznej w Ochojcu

## Życiorys
Był synem Janiny z domu Dyba (1898-1972) i Tadeusza (1898-1985, żołnierz zawodowy Wojska Polskiego). Miał siostrę Danutę (zm. 1930).
W 1935 wraz z rodziną przeniósł się do Przemyśla i tam rozpoczął naukę w szkole podstawowej. W 1939 powrócił do Sanoka, gdzie w czasie II wojny światowej podczas okupacji niemieckiej do 1944 uczęszczał do szkoły handlowej Polnische Öffentliche Handelsschule, zaś w 1947 zdał maturę w klasie o profilu matematyczno-fizycznym Państwowego Gimnazjum w Sanoku (w jego klasie był m.in. Zdzisław Beksiński). W październiku tegoż roku rozpoczął studia na Wydziale Lekarskim Uniwersytetu i Politechniki Wrocławskiej (dziś Uniwersytet Medyczny im. Piastów Śląskich we Wrocławiu). Jako student V r. był wolontariuszem w III Klinice Chorób Wewnętrznych, a od stycznia 1952 pracował jako młodszy asystent. Po uzyskaniu dyplomu (8 października 1952) kontynuował pracę w wymienionej klinice oraz równolegle pracował w Ośrodku Badań Lotniczo-Lekarskich
W październiku 1953 na prośbę prof. Kornela Gibińskiego przeniósł się do Bytomia gdzie rozpoczął pracę w III Klinice Chorób Wewnętrznych Śląskiej Akademii Medycznej oraz równolegle w Ośrodku Badań Lekarskich dla Ratowników Górniczych w Bytomiu (1953-1960). W 1954 r. uzyskał I stopień, a w 1957 r. – II stopień specjalisty z zakresu chorób wewnętrznych. Uchwałą Rady Wydziału Lekarskiego ŚAM otrzymał 4 maja 1960 stopień doktora medycyny, na podstawie wykonanej pod kierunkiem prof. Gibińskiego dysertacji Zmiany przestrzeni pozakomórkowej i ilości krążącego osocza w wysuszeniu termicznym.
Pod koniec 1960 r. przebywał na trzymiesięcznym stypendium MZiOS w Instytucie Higieny Pracy w Moskwie, gdzie przedstawił wyniki swoich badań nad wpływem wysokich temperatur na ustrój człowieka, w 1967 r. spędził sześć miesięcy na stypendium MZiOS i British Council w Instytucie Medycyny Tropikalnej w Londynie, gdzie brał udział w badaniach nad wpływem wysokich temperatur na metabolizm glikokortykoidów. Wyniki zaprezentował na posiedzeniu Angielskiego Towarzystwa Fizjologicznego i opublikował w „Journal of Physiology”. 23 października 1968 uzyskał na podstawie dorobku naukowego oraz rozprawy Wpływ wysuszenia cieplnego na gospodarkę wodno-elektrolitową człowieka stopień doktora habilitowanego medycyny w zakresie chorób wewnętrznych. W 1979 r. został mu przyznany tytuł profesora nadzwyczajnego, a w 1989 r. – profesora zwyczajnego. W latach 1993–1996 był członkiem Senatu ŚAM. W 1975 r. został powołany na stanowisko kierownika I Kliniki Kardiologii w Katowicach przy ul. Francuskiej; w 1977 r. klinika została przeniesiona do Centralnego Szpitala Górniczego w Katowicach-Ochojcu.
W 1978 r. rozpoczął starania o budowę Górnośląskiego Ośrodka Kardiologii z 400 łóżkami, pełnym zapleczem diagnostycznym i ambulatoryjnym. Decyzją wojewody katowickiego (1983) został powołany na stanowisko dyrektora powstającego ośrodka, który został oddany do użytku w 1986 r. Przekształcony następnie w Górnośląskie Centrum Medyczne w Katowicach-Ochojcu stał się dziełem życia Profesora i kuźnią kadr śląskiej kardiologii. Zarządzeniem Nr 90/2008 z dnia 24 września 2008 r. Samodzielny Publiczny Szpital Kliniczny Nr 7 Śląskiego Uniwersytetu Medycznego w Katowicach Górnośląskie Centrum Medyczne otrzymał imię Leszka Gieca. Wielu leczonych w tym Centrum pacjentów dawało publicznie wyraz szacunkowi dla prof. Gieca, z powodu jego ogromnej troski o pacjenta-człowieka. Był nie tylko sprawnym organizatorem, ale przede wszystkim lekarzem z powołania.
Główne problemy badawcze jakie podejmował, to: kliniczne aspekty diagnostyki wektokardiograficznej (lata 1960-1970), diagnostyka, farmakoterapia i elektroterapia zaburzeń rytmu serca, elektrofizjologia kliniczna, elektroterapia serca i ablacja mięśnia sercowego, choroba niedokrwienna serca (problemy epidemiologiczne i kliniczne), prewencja nagłego zgonu sercowego u chorych z chorobą niedokrwienną serca i arytmiami komorowymi (kierownictwo badań wieloośrodkowych), opracowanie wskazań i ocena wyników kardiochirurgicznego leczenia choroby niedokrwiennej serca u chorych z niską frakcją wyrzutową lewej komory (badania prowadzone wspólnie z I Kliniką Kardiochirurgii w Katowicach)
Był autorem lub współautorem ponad dwustu prac oryginalnych, trzydziestu poglądowych, redaktorem i współautorem trzech wydawnictw książkowych oraz ponad dwudziestu rozdziałów w innych wydawnictwach książkowych. Jako promotor 15 przewodów doktorskich, w okresie jego kierowania kliniką kardiologii, nadzorował nadanie stopni naukowych doktora habilitowanego nauk medycznych w tym pracownikom swojego Centrum, takim jak: prof. dr hab. med. Tadeusz Mandecki, prof. dr hab. med. Maria Trusz-Gluza, dr hab. med. Janusz Drzewiecki, prof. dr hab. med. Zbigniew Gąsior, dr hab. med. Zbigniew Ciemniewski.
Ojciec dwóch córek, obie zostały lekarkami.

## Odznaczenia i wyróżnienia
- Krzyż Komandorski z Gwiazdą Orderu Odrodzenia Polski (1998)[11]
- Krzyż Oficerski Orderu Odrodzenia Polski (1988)
- Krzyż Kawalerski Orderu Odrodzenia Polski (1980)
- Złoty Krzyż Zasługi (1975)
- Medal Komisji Edukacji Narodowej (1983)
- Medal Polskiego Towarzystwa Lekarskiego „Gloria Medicinae” (1992)[12]
- Śląska Nagroda Imienia Ligonia (1996)
- „Platynowe Laury Kompetencji i Umiejętności” (1997, wyróżnienie Regionalnej Izby Gospodarczej w Katowicach)